# Río Quilquihue
Río Quilquihue är ett vattendrag i Argentina.   Det ligger i provinsen Neuquén, i den sydvästra delen av landet, 1 300 km sydväst om huvudstaden Buenos Aires.
Omgivningarna runt Río Quilquihue är i huvudsak ett öppet busklandskap. Runt Río Quilquihue är det mycket glesbefolkat, med 6 invånare per kvadratkilometer.